# Mont Hiroo
Le mont Hiroo (広尾岳, Hiroo-dake) est une montagne culminant à 1 231 m d'altitude dans les monts Hidaka en Hokkaidō au Japon.